# 秋山四麿

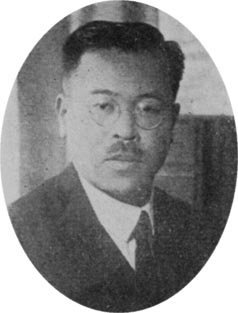
秋山四麿

秋山 四麿（あきやま よつまろ、1885年（明治18年）12月 - 1947年（昭和22年）5月15日）は、日本の教育者。

## 経歴
東京府出身。秋山恒太郎の四男。1908年（明治41年）、東京高等師範学校を卒業。石川県立金沢第一中学校教諭、山口県立山口中学校教諭、青森県師範学校教諭、和歌山県立和歌山高等女学校校長、愛媛県立大洲中学校校長、愛媛県立今治中学校校長、東京府視学を歴任。東京府立第三中学校校長となり、江戸川中学校校長を兼ねた。
戦後は日本体育専門学校（現在の日本体育大学）校長を務めた。